# Malé Hoste
Malé Hoste jsou obec na Slovensku v okrese Bánovce nad Bebravou.
Leží v nadmořské výšce 276 metrů. Žije zde 409 obyvatel.
První písemná zmínka o obci je z roku 1329. V obci je římskokatolický kostel svatého Martina z roku 1783. Na kopci Brište se nachází památník na románský kostelík z 9. nebo 10. století.